# Institutionen arbetar
Institutionen arbetar – en professors grupporträtt av sig själv och sin stab, är ett monumentalkonstverk på 18 kvadrarmeter av Peter Weiss, målat hösten 1945 på en tom vägg vid den gamla patologiska institutionen på Karolinska institutet. Uppdragsgivare var patologiprofessor Folke Henschen som beställde verket av sin svärson Peter Weiss.

## Målningens personer
Folke Henschen betalade hälften av kostnaden för målningen ur egen ficka; hälften lär motvilligt ha insamlats från de personer som, enligt Henschens uppfattning, fick äran att avbildas. I likhet med en renässansfurste, med sitt hov, avbildades även uppdragsgivaren Henschen och konstnären Weiss. På målningen finns också följande personer avbildade: Henschens sekreterare Kaj Ahlenius, professor emeritus Alfred Pettersson, preparatrisen Birgit Tegner, protokollföraren Gunnar Söderberg, Bertil Falconer, obduktionsvaktmästare Gunnar Olsson, Henschens efterträdare som professor i patologi Åke Wilton, föreståndaren för djuravdelningen Josef Wallerman, vaktmästaren Ragnar Anderberg, Henschens dotter preparatrisen Gerda Nygren, Astrid Eklund och patologen Gösta Toll Hultquist. Totalt erhöll Peter Weiss 600 kronor för arbetet.

## Flytt
År 2002 flyttade institutionen för patologi till ett nytt hus inom Karolinska universitetssjukhusets område. Den gamla patologen, Folke Henschens skapelse, kom efter ett omfattande renoveringsarbete från hösten 2005 att tjäna som endokrinologiskt forskningsinstitut, Rolf Lufts centrum för diabetes och endokrinologisk forskning.